# Otto Katzer
ThDr. Otto Katzer (28. května 1910 Brixen, Rakousko-Uhersko – 13. července 1979 Švýcarsko) byl český katolický kněz německého původu. Představitel českých tradicionalistů a zakladatel sedevakantistických komunit v Praze a v Jablonci nad Nisou.

## Život

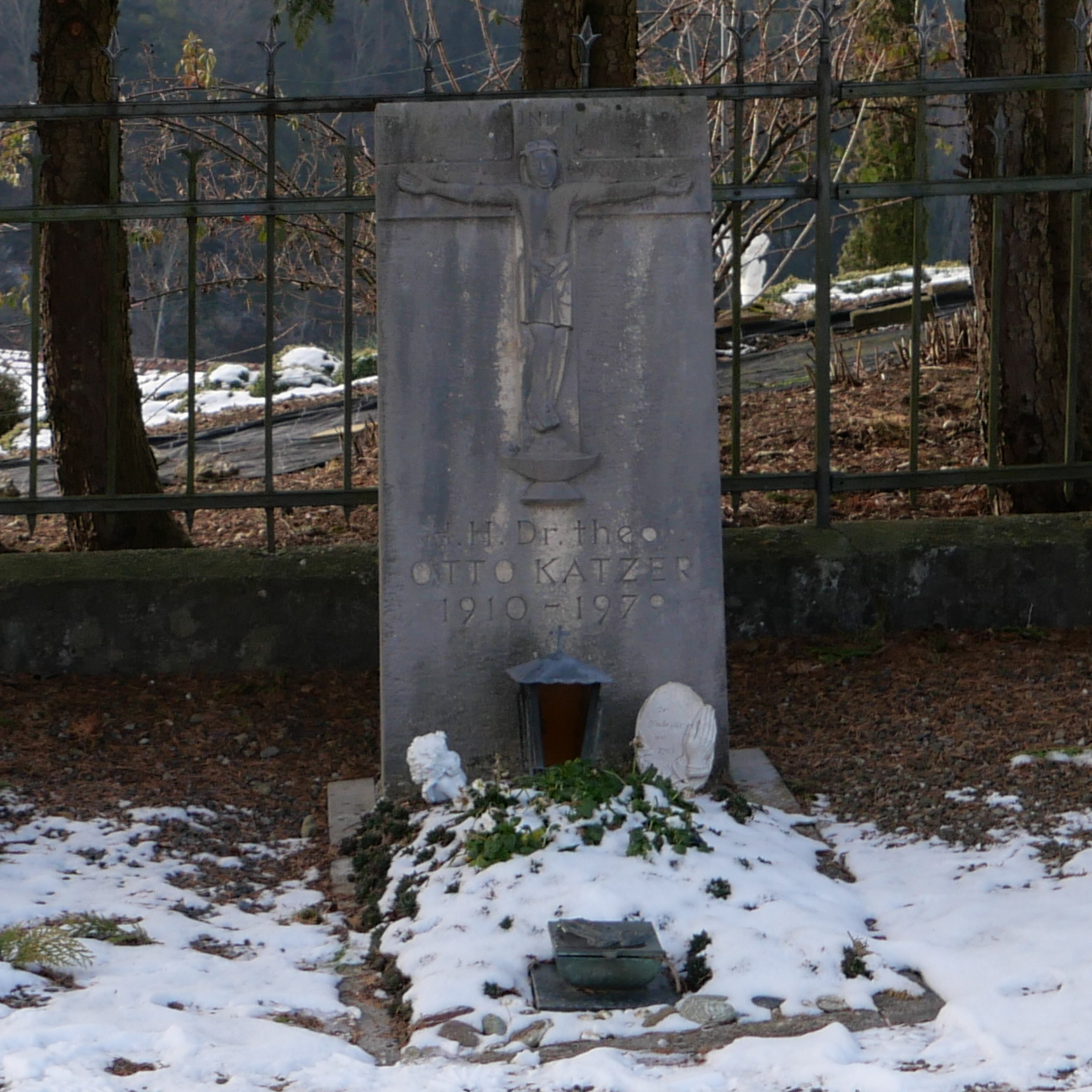
Kočičí hrob na hřbitově jeptišek kláštera Schellenberg v Lichtenštejnském knížectví.

Vysvěcen na kněze byl 5. července 1936 v Brně. V letech 1936–1938 byl farním vikářem v Šaraticích u Brna. V roce 1938 se jako Němec musel vystěhovat do Němci okupovaného Znojma. Od roku 1940 působil v Jihlavě jako katecheta a administrátor zdejšího kostela sv. Jakuba. Po roce 1945 směl zůstat v Československu a působil výpomocně v Jihlavě dál (v nemocnici, ve věznici apod.). V 50. letech byl odsouzen jako politický vězeň. Po podmíněném propuštění se odstěhoval do Jablonce nad Nisou, kde žil až do své emigrace do Švýcarska. Ve Švýcarsku měl vyučovat v lefebristickém semináři v Écône, nacházejícím se v kantonu Valais na jihu Švýcarska. Pro své sedevakantistické názory byl však arcibiskupem Marcelem Lefébvrem vyloučen ze sboru vyučujících v semináři.